# Universidade Salvador
A Universidade Salvador (UNIFACS) é uma instituição de ensino superior particular brasileira sediada em Salvador. Existe como uma universidade desde o ano de 1997, muito embora tenha sido fundada como Escola de Administração de Empresas da Bahia em 1972 e se tornado Faculdade Salvador (FACS) em 1980. A instituição oferece cursos de graduação, nas modalidades presencial e semipresencial, e cursos de pós-graduação lato sensu (especializações e MBA) e stricto sensu (mestrado e doutorado), além de atividades de pesquisa e extensão.
A instituição possui conceito máximo no Ministério da Educação (MEC), e em 2018 foi considerada a melhor universidade privada da Bahia, segundo o Instituto Nacional de Estudos e Pesquisas Educacionais Anísio Teixeira (INEP). Possui o maior Índice Geral de Cursos (IGC), entre as instituições privadas das regiões Norte e Nordeste do Brasil.

Mapa da Bahia com municípios com campi da UNIFACS

Na capital baiana, os seus campi são: Campus Tancredo Neves (CTN) no bairro do Caminho das Árvores, Campus Prof. Barros (CPB) na avenida Paralela, Prédio da Pós-Graduação no bairro do STIEP, Campus Comércio no bairro do Comércio, Prédios 6 e 7 e Centro de Empreendedorismo e Inovação no bairro do Rio Vermelho, Campus Lapa no bairro de Nazaré. Já no município de Feira de Santana, há o Campus Santa Mônica, Campus Getúlio Vargas (unidades 1 e 2), e o Centro de Empreendedorismo e Inovação.
A universidade é destaque no curso de Direito, possuindo o selo de recomendação da Ordem dos Advogados do Brasil (OAB), pela excelência no ensino e alto desempenho no exame da OAB.
Em junho de 2010, a UNIFACS foi adquirida pela Rede Laureate Internacional.